# 代王城墓群
代王城墓群，位于中国河北省张家口市蔚县代王城，1982年7月23日公布为河北省文物保护单位，2013年3月5日公布为第七批全国重点文物保护单位，归入第五批全国重点文物保护单位代王城遗址。